# Josef Kořenář
Josef Kořenář, född 31 januari 1998, är en tjeckisk professionell ishockeymålvakt som spelar för Arizona Coyotes i NHL.
Han har tidigare spelat på NHL-nivå för San Jose Sharks och på lägre nivåer för San Jose Barracuda i American Hockey League (AHL). Han har tidigare spelat för HC Dukla Jihlava och HC Oceláři Třinec i Extraliga; HC Benátky nad Jizerou i WSM Liga samt Lincoln Stars i United States Hockey League (USHL).
Kořenář blev aldrig NHL-draftad.